# 1814 az irodalomban
Az 1814. év az irodalomban.

## Események

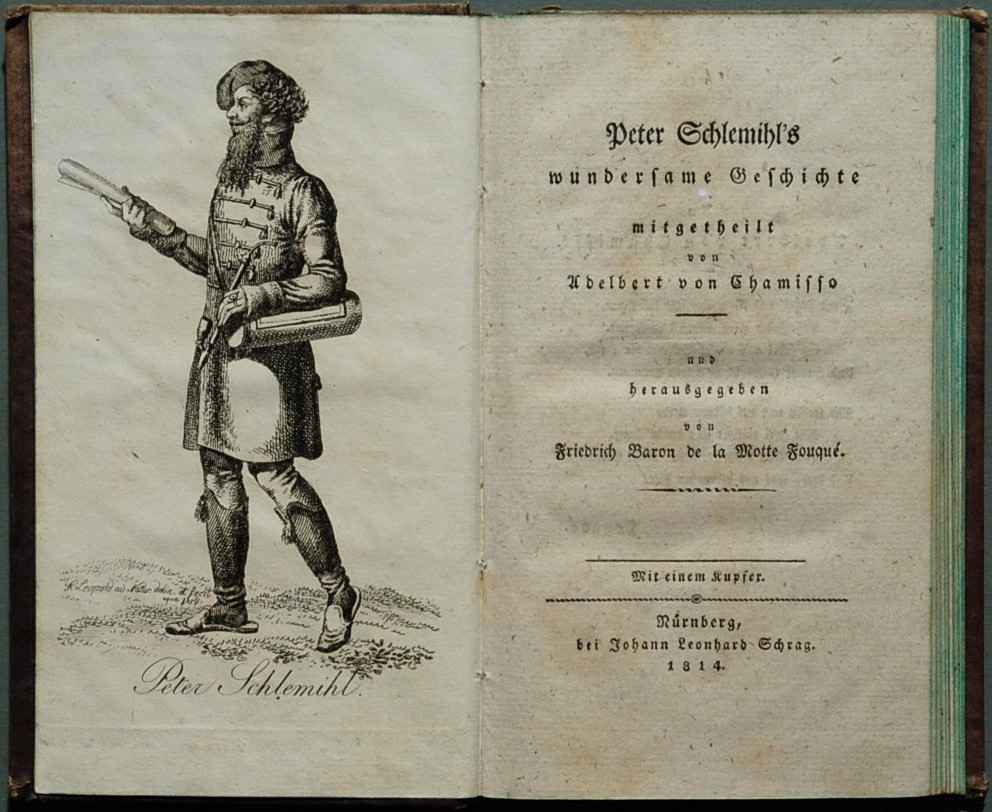
Schlemihl Péter csodálatos története (1814)

- Döbrentei Gábor szerkesztésében megindul az Erdélyi Múzeum, az első erdélyi magyar folyóirat (Kolozsvár és Pest, 1814–1818).[1]

## Megjelent új művek
- Walter Scott első jelentős szépprózai műve: Waverley, történelmi regény.
- Jane Austen regénye: A mansfieldi kastély (Mansfield Park).
- Maria Edgeworth angol-ír írónő regénye: Patronage.
- Adelbert von Chamisso előző évben írt elbeszélése: Schlemihl Péter különös története (más fordításban: Schlemihl Péter csodálatos története, németül: Peter Schlemihls wundersame Geschichte).
- E. T. A. Hoffmann: Fantáziadarabok Callot modorában (Phantasiestücke in Callot's Manier. Blätter aus dem Tagebuche eines reisenden Enthusiasten, 1814–1815).
  - A kötetben jelent meg Az arany virágcserép (Der goldne Topf) című kisregény is.

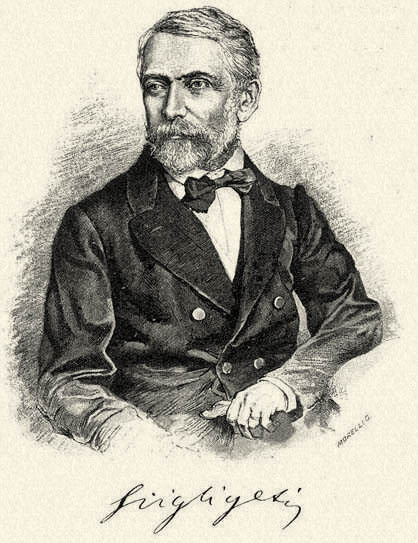
Szigligeti Ede

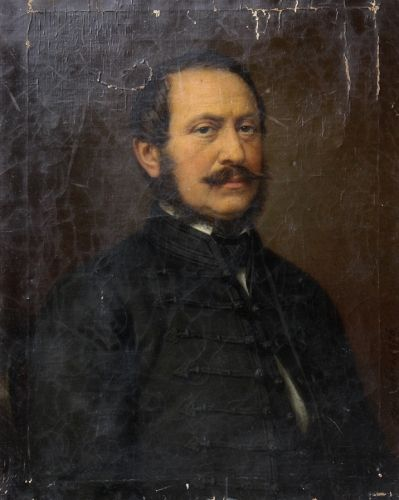
Kemény Zsigmond

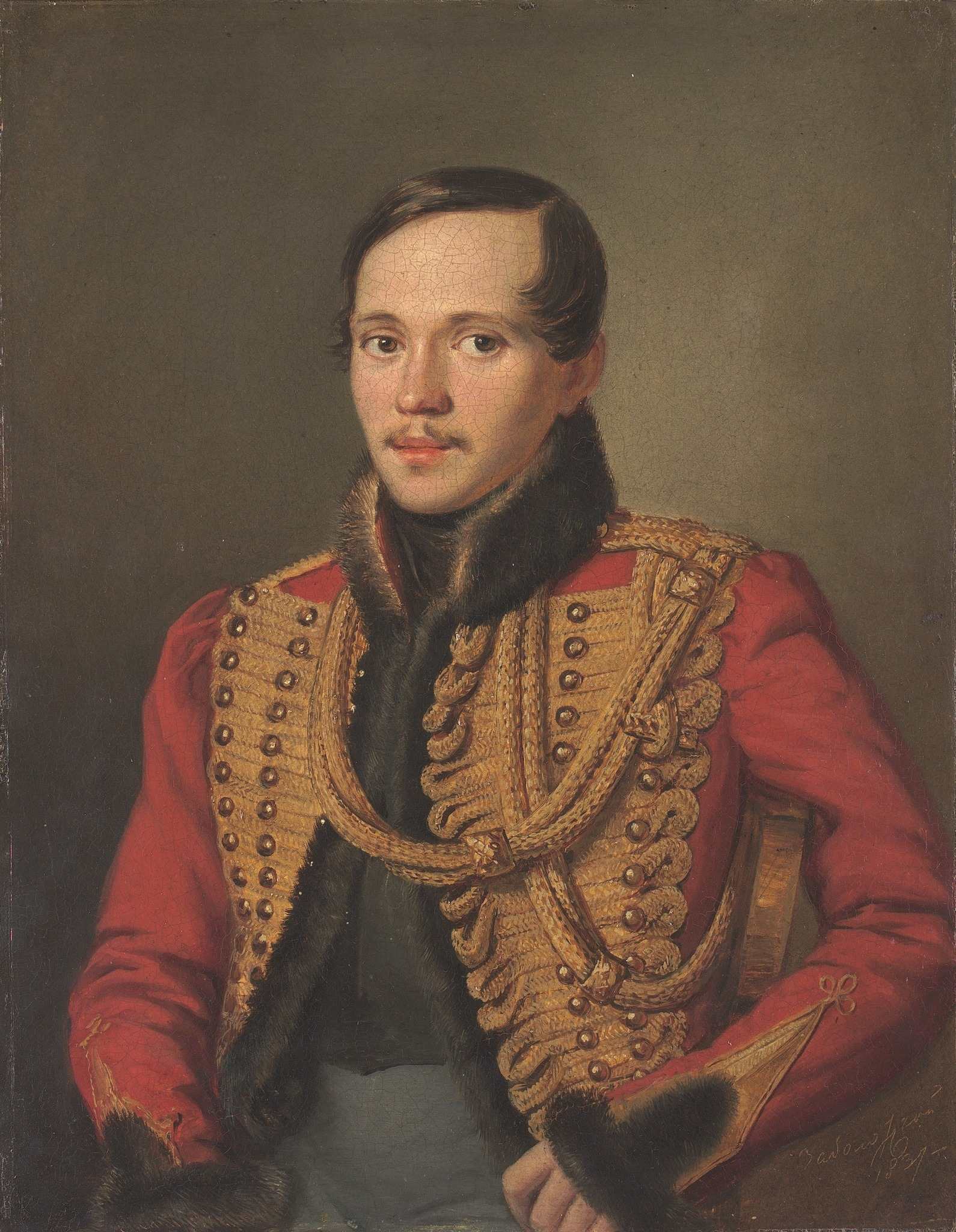
Mihail Lermontov

- Vuk Karadžić Bécsben kiadott munkája: Pismenica serbska (Szerb nyelvtan), a szerb nyelv első nyelvtana.

### Költészet
- George Byron elbeszélő költeménye: The Corsair (A kalóz).
- Theodor Körner versei: Leier und Schwert (Lant és kard).

## Születések
- március 8. – Szigligeti Ede drámaíró, színházi rendező, több mint száz színpadi mű szerzője († 1878)
- március 9. – Tarasz Hrihorovics Sevcsenko ukrán költő, író († 1861)
- április 1. – Erdélyi János költő († 1868)
- június 8. – Charles Reade angol író († 1884)
- június 12. – Kemény Zsigmond író, publicista, politikus; Jókai Mór mellett a magyar romantikus regényirodalom legnagyobb alakja († 1875)
- augusztus 28. – Joseph Sheridan Le Fanu ír prózaíró († 1873)
- október 15. – Mihail Jurjevics Lermontov orosz költő, elbeszélő, drámaíró, az orosz romantika kiemelkedő személyisége († 1841)

## Halálozások
- január 21.– Jacques-Henri Bernardin de Saint-Pierre francia író, mérnök; nevezetes kisregénye a Paul és Virginie (* 1737)
- január 29. – Johann Gottlieb Fichte német filozófus, a német idealizmus megalapítója (* 1762)
- december 2. – De Sade márki francia író, filozófus, az anarchizmus és a szexuális szabadság-szabadosság úttörője (* 1740)
- december 5. – Évariste de Parny francia költő (* 1753)
- december 24. – Kelemen László színműíró, az első magyar színigazgató (* 1762)